# Bertamiráns Fútbol Club
El Bertamiráns Fútbol Club es un equipo de fútbol español de la localidad gallega de Bertamiráns, en el municipio de Ames, provincia de La Coruña. Fue fundado en 1967 y milita en Segunda Galicia.

## Historia
Antes del club actual existió un equipo no federado llamado Bertamiráns Football Club, fundado el 10 de octubre de 1933 por iniciativa de una directiva liderada por Valentín Reinoso García, que fue su primer presidente. Con la Guerra Civil desapareció.
Tres décadas más tarde, en 1967, se fundó el actual Bertamiráns Fútbol Club. Durante la mayor parte de su historia el equipo ha jugado en las categorías regionales. En 2013 consiguió un histórico ascenso a tercera división.

## Estadio
El equipo juega sus partidos como local en el campo de fútbol municipal de Bertamiráns, con capacidad para 1000 espectadores.

## Datos del club
- Temporadas en 1.ª: 0
- Temporadas en 2.ª: 0
- Temporadas en 2ªB: 0
- Temporadas en 3.ª: 2

### Últimas temporadas
| Temporada | Nivel | Categoría   | Puesto |
| --------- | ----- | ----------- | ------ |
| 2008/09   | 6     | 1.ª Galicia | 13.º   |
| 2009/10   | 6     | 1.ª Galicia | 1.º    |
| 2010/11   | 5     | Preferente  | 15.º   |
| 2011/12   | 5     | Preferente  | 10.º   |
| 2012/13   | 5     | Preferente  | 3.º    |
| 2013/14   | 4     | 3.ª         | 14.º   |
| 2014/15   | 4     | 3.ª         | 20.º   |

| Temporada | Nivel | Categoría   | Puesto |
| --------- | ----- | ----------- | ------ |
| 2015/16   | 5     | Preferente  | 5.º    |
| 2016/17   | 5     | Preferente  | 16.º   |
| 2017/18   | 6     | 1.ª Galicia | 9.º    |
| 2018/19   | 6     | 1.ª Galicia | 17.º   |
| 2019/20   | 7     | 2.ª Galicia | 2.º    |
| 2020/21   |       | no compitió |        |